# پلی‌فنل

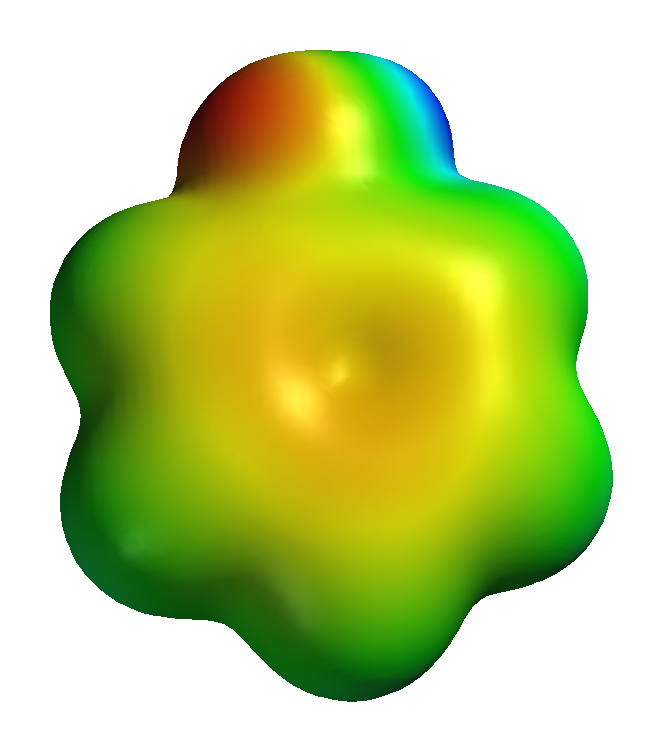

پلی‌فنل‌ها (به انگلیسی: Polyphenols) یک کلاس ساختاری عمدتاً طبیعی، بلکه مصنوعی یا نیمه‌مصنوعی، مواد شیمیایی آلی هستند با حضور تقسیم عددی بر مضرب زیادی از واحدهای ساختاری فنل.
| فنول |
| فنول |